# Idioma tsonga
El tsonga (xitsonga en tsonga) es una lengua bantú hablada en el sur de África, específicamente en los países de Mozambique, Zimbabue y Sudáfrica, por varios grupos étnicos; entre ellos los tsonga shangaan. Esta lengua también es a veces llamada según el subgrupo étnico que la habla como thonga, tonga, shangana, y shangaan.
El tsonga es una de las lenguas oficiales de Sudáfrica.

## Ejemplos
Padre nuestro en tsonga:
Tata wa hina la nge matilweni,
vito ra wena a ri hlawuleke;
a ku te ku fuma ka wena;
ku rhandza ka wena a ku endliwe misaveni,
tanihi loko ku endliwa tilweni.
U hi nyika namuntlha vuswa bya hina bya siku rin'wana ni rin'wana;
u hi rivalela swidyoho swa hina,
tanihi loko na hina hi rivalela lava hi dyohelaka;
u nga hi yisi emiringweni,
kambe u hi ponisa eka Lowo biha,
Amen.